# Josip Štrekelj
Josip Štrekelj, slovenski sadjar in vinar, učitelj ter poslanec v goriškem deželnem zboru, * 21. april 1868, Komen, † 10. maj 1955, Ljubljana. 

## Življenje in delo
Josip Štrekelj se je rodil 21. aprila 1868 v Komnu. Osnovno šolo je obiskoval v domačem kraju, nižjo gimnazijo v Gorici, učiteljišče pa v Kopru. Po maturi leta 1888 je ob pomoči goriške deželne vlade nadaljeval izobraževanje na enoletnem tečaju na višjem učnem in poskusnem zavodu za sadjarstvo, vinogradništvo in vrtnarstvo v Klosterneuburgu. 
Prvo zaposlitev je dobil kot potovalni učitelj za vinogradništvo in sadjarstvo, ob čemer je v sežanskem okraju skrbel za obnovo vinogradov, okuženih s trtno ušjo. V Komnu je ustanovil trsnico in drevesnico, okrajno sadjarsko društvo, hranilnico in posojilnico, zavarovalnico za govejo živino, bralno duštvo in društvo Sokol. Za ustanovitev podobnih društev si je prizadeval tudi drugod po Krasu, s čimer je pripomogel h kvalitetni ureditvi sadjarstva in vinogradništva v regiji. Po Krasu je vodil tudi kmetijskopospeševalne in narodnoobrambne akcije. O kmetijskih vprašanjih je razpravljal v knjigah in strokovnih člankih. 
Več let je deloval kot učitelj, in sicer najprej v Št. Petru na Krasu (danes Pivki), Podragi, Gorjanskem in Komnu (kjer je bil nadučitelj), po emigraciji v Kraljevino SHS leta 1924 pa še eno leto v Beltincih. Leta 1926 je postal nadzornik šolskih vrtov pri banovinski upravi v Ljubljani. Leta 1908 je bil tudi izvoljen v goriški deželni zbor. Umrl je 10. maja 1955 v Ljubljani. 

## Knjižna dela
- Mali vrtnar, 1929
- Mali sadjar, 1930
- Špargelj, 1937
- Vrtnarstvo, 1947
- Kmetijsko berilo, 1934 (uredil).